# Saint-Aubin-de-Crétot
Pour les articles homonymes, voir Saint-Aubin.
Saint-Aubin-de-Crétot est une commune française située dans le département de la Seine-Maritime en région Normandie.

## Géographie

### Localisation
Saint-Aubin de-Crétot est une commune du Parc naturel régional des Boucles de la Seine normande, situé à 42 km de la préfecture Rouen, à 42 km du Havre, et à 10 à 12 km de Bolbec, Lillebonne, Fauville-en-Caux, Yvetot et Caudebec-en-Caux. Paris est à 160 km.   
| Trouville                |                       | Allouville-Bellefosse  |
|                          | Saint-Aubin-de-Crétot | Bois-Himont            |
| Saint-Nicolas-de-la-Haie |                       | Saint-Gilles-de-Crétot |

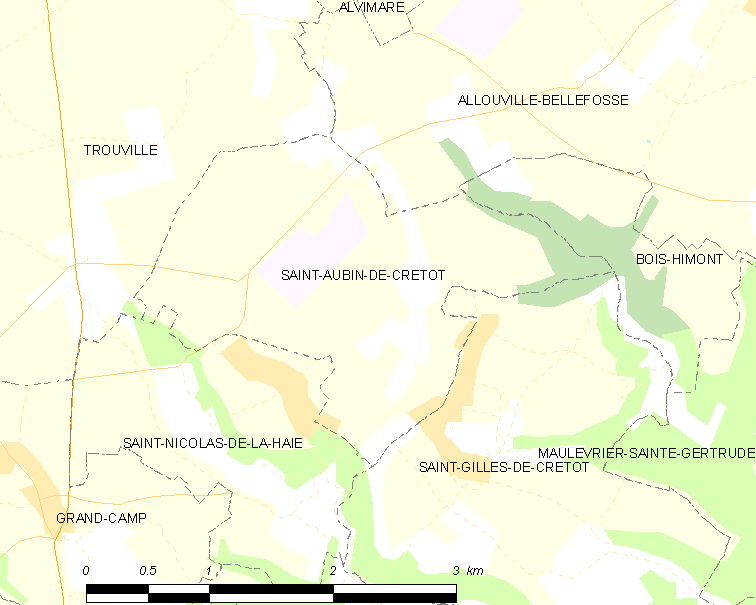
Carte de la commune.
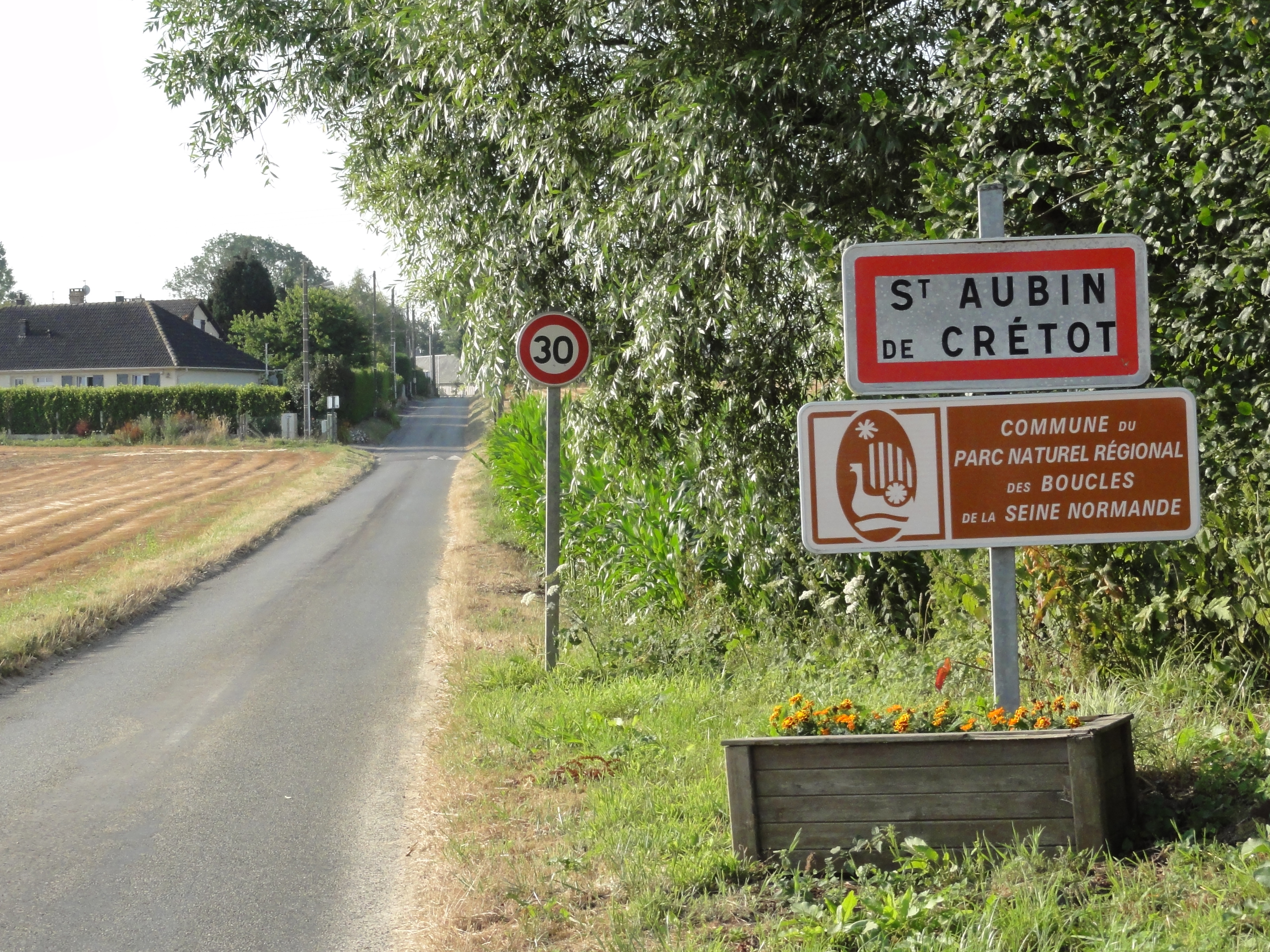
Entrée de Saint-Aubin-de-Crétot.

### Hydrographie
La commune est située dans le bassin Seine-Normandie. Elle n'est drainée par aucun cours d'eau,.

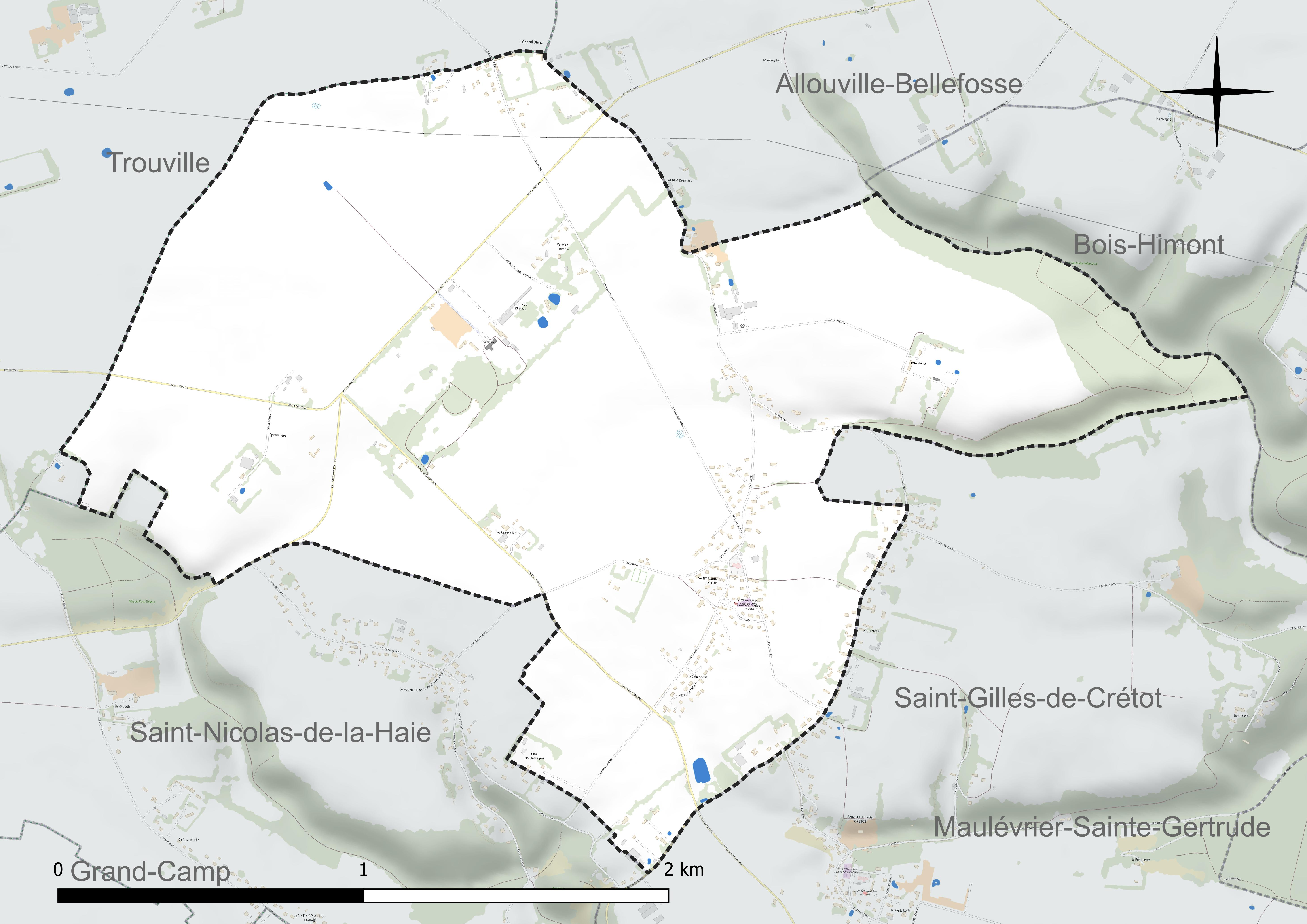
Réseau hydrographique de Saint-Aubin-de-Crétot.

### Climat
Pour des articles plus généraux, voir Climat de la Normandie et Climat de la Seine-Maritime.
En 2010, le climat de la commune est de type climat océanique altéré, selon une étude du CNRS s'appuyant sur une série de données couvrant la période 1971-2000. En 2020, Météo-France publie une typologie des climats de la France métropolitaine dans laquelle la commune est exposée à un climat océanique et est dans la région climatique Côtes de la Manche orientale, caractérisée par un faible ensoleillement (1 550 h/an) ; forte humidité de l’air (plus de 20 h/jour avec humidité relative > 80 % en hiver), vents forts fréquents. Parallèlement le GIEC normand, un groupe régional d’experts sur le climat, différencie quant à lui, dans une étude de 2020, trois grands types de climats pour la région Normandie, nuancés à une échelle plus fine par les facteurs géographiques locaux. La commune est, selon ce zonage, exposée à un « climat maritime », correspondant au Pays de Caux, frais, humide et pluvieux, légèrement plus frais que dans le Cotentin.
Pour la période 1971-2000, la température annuelle moyenne est de 10,4 °C, avec une amplitude thermique annuelle de 13,7 °C. Le cumul annuel moyen de précipitations est de 930 mm, avec 13,7 jours de précipitations en janvier et 8,7 jours en juillet. Pour la période 1991-2020, la température moyenne annuelle observée sur la station météorologique la plus proche, située sur la commune de Petiville à 13 km à vol d'oiseau, est de 12,0 °C et le cumul annuel moyen de précipitations est de 844,9 mm,. Pour l'avenir, les paramètres climatiques de la commune estimés pour 2050 selon différents scénarios d’émission de gaz à effet de serre sont consultables sur un site dédié publié par Météo-France en novembre 2022.

## Urbanisme

### Typologie
Au 1er janvier 2024, Saint-Aubin-de-Crétot est catégorisée commune rurale à habitat dispersé, selon la nouvelle grille communale de densité à sept niveaux définie par l'Insee en 2022.
Elle est située hors unité urbaine et hors attraction des villes,.

### Occupation des sols
L'occupation des sols de la commune, telle qu'elle ressort de la base de données européenne d’occupation biophysique des sols Corine Land Cover (CLC), est marquée par l'importance des territoires agricoles (84,3 % en 2018), en diminution par rapport à 1990 (86,5 %). La répartition détaillée en 2018 est la suivante : 
terres arables (71,6 %), zones agricoles hétérogènes (10,7 %), espaces verts artificialisés, non agricoles (7,5 %), forêts (5,8 %), zones urbanisées (2,4 %), prairies (2 %). L'évolution de l’occupation des sols de la commune et de ses infrastructures peut être observée sur les différentes représentations cartographiques du territoire : la carte de Cassini (XVIIIe siècle), la carte d'état-major (1820-1866) et les cartes ou photos aériennes de l'IGN pour la période actuelle (1950 à aujourd'hui).

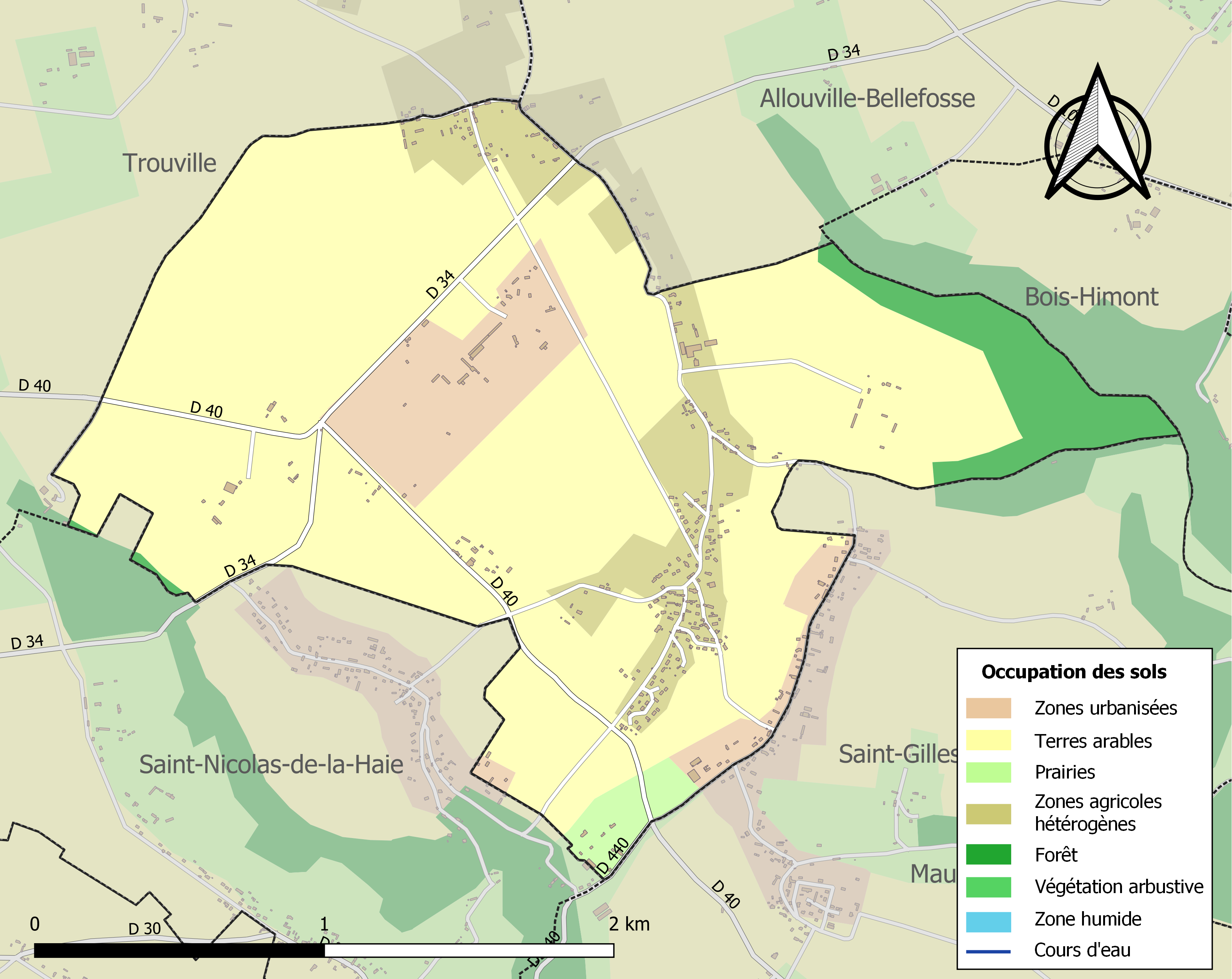
Carte des infrastructures et de l'occupation des sols de la commune en 2018 (CLC).

## Toponymie
Le nom de la localité est attesté sous la forme latinisée [in ecc.] Sancti Albini de Cresetot au XIIe siècle.
Saint Aubin est la dédicace d'un grand nombre de communes en Normandie, il s'agit d'un ancien évêque d'Angers au VIe siècle.
Crétot, aussi porté comme nom de famille, est un nom de lieu norrois ou anglo-scandinave, dont la finale -tot représente le mot norrois topt « maison, propriété ». Le premier élément apparaît dans divers lieux de Normandie sous diverses formes Cri(s)-, Cres- et n'est pas expliqué.
Le lieu-dit Houllebrecque, également patronyme, remonte à l'ancien norrois brekka « déclivité, pente ». Il aboutit régulièrement à [brɛk] en Normandie, généralement noté bre(c)que. Il est ici combiné avec hóll « colline » (ne pas confondre avec hola « trou, cavité » et holr « creux » cf. Houlbec, Houlgate) et que l'on retrouve dans le toponyme normand fréquent Bréholes, Bréhoulles, Bréhoul. Il a pour homonyme Hólabrekka à Höfn en Islande, hóla étant l'accusatif pluriel et le génitif pluriel de hóll.
Remarque : L'élément brekka apparaît presque exclusivement en seconde position, tant dans Houllebrecque que dans ses occurrences toponymiques anglaises : ainsi, Eilert Ekwall rattache à l'ancien norois brekka les noms de Norbreck, Scarisbrick, Warbreck et Haverbrack dans le Westmorland et le Lincolnshire,.

## Histoire
La terre de Crétot est une ancienne baronnie. Richard de Lucy était Baron Crétot en 1172.

## Politique et administration
| Période                                  | Période                   | Identité                    | Étiquette | Qualité                                |
| ---------------------------------------- | ------------------------- | --------------------------- | --------- | -------------------------------------- |
| Les données manquantes sont à compléter. |                           |                             |           |                                        |
| 1900                                     | 1908                      | Roger-Léon Anisson-Duperron |           | Député (1871-1881)                     |
| Les données manquantes sont à compléter. |                           |                             |           |                                        |
| mars 2001                                | mai 2020                  | Jacques Lelouard            |           |                                        |
| mai 2020,                                | mars 2023                 | Christian Abraham           |           | Manager de projet transport logistique |
| mars 2023                                | En cours (au 26 mai 2023) | Gilles Duval                |           |                                        |

## Équipements et services publics

### Enseignement

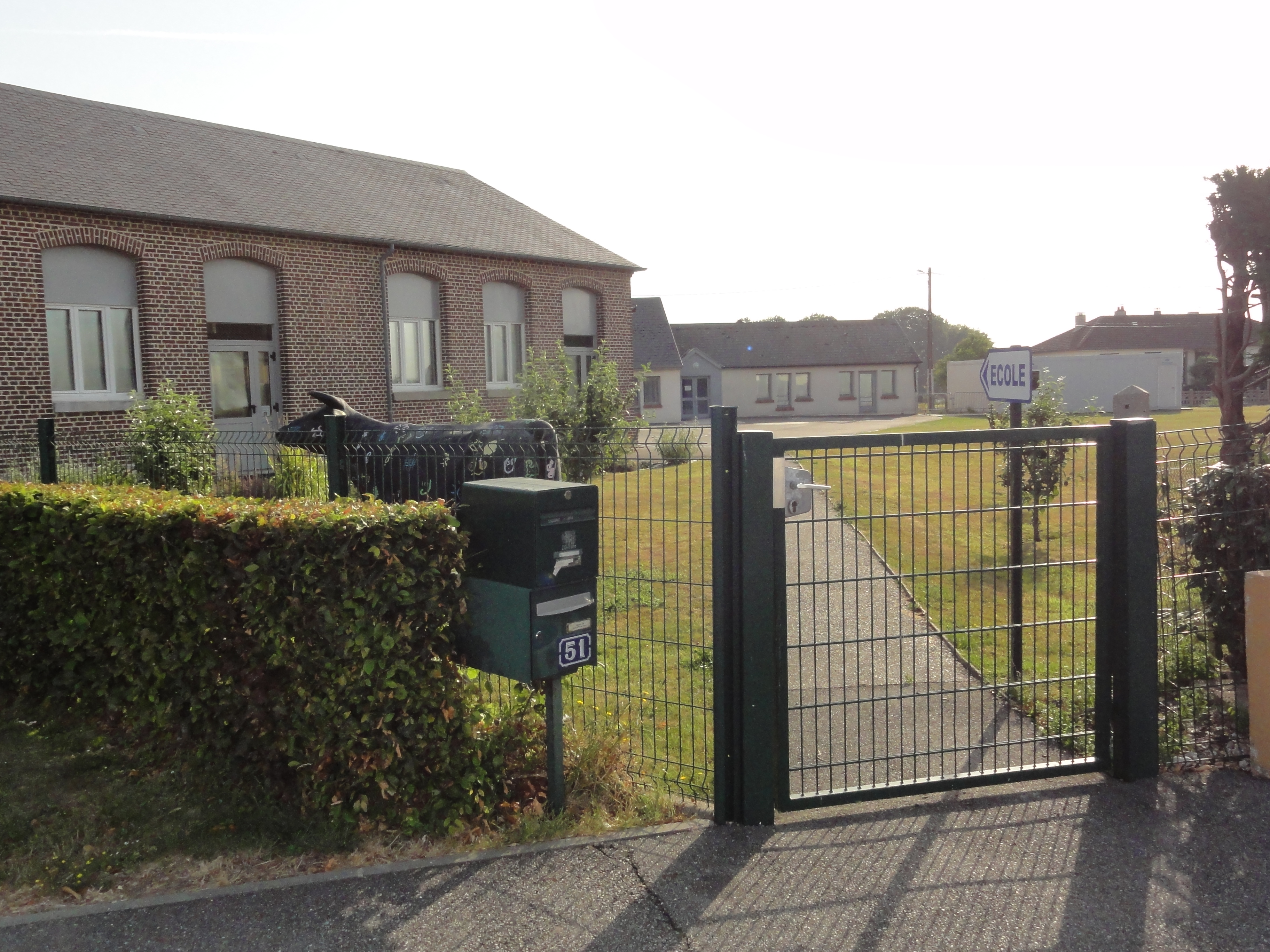
L'école primaire de Saint-Aubin-de-Crétot.

Un syndicat intercommunal à vocation scolaire (SIVOS) accueille les enfants de la maternelle au CM2 des deux communes voisines de Saint-Aubin-de-Crétot et de Saint-Gilles-de-Crétot. L'école primaire et la cantine scolaire se trouvent à Saint-Aubin-de-Crétot et l'école maternelle à Saint-Gilles-de-Crétot. Un car scolaire assure le transport scolaire entre les deux localités.

## Population et société

### Démographie
L'évolution du nombre d'habitants est connue à travers les recensements de la population effectués dans la commune depuis 1793. Pour les communes de moins de 10 000 habitants, une enquête de recensement portant sur toute la population est réalisée tous les cinq ans, les populations de référence des années intermédiaires étant quant à elles estimées par interpolation ou extrapolation. Pour la commune, le premier recensement exhaustif entrant dans le cadre du nouveau dispositif a été réalisé en 2007.

En 2022, la commune comptait 518 habitants, en évolution de −4,25 % par rapport à 2016 (Seine-Maritime : +0,35 %, France hors Mayotte : +2,11 %).
| 1793 | 1800 | 1806 | 1821 | 1831 | 1836 | 1841 | 1846 | 1851 |
| ---- | ---- | ---- | ---- | ---- | ---- | ---- | ---- | ---- |
| 377  | 423  | 414  | 388  | 430  | 430  | 422  | 417  | 433  |

| 1856 | 1861 | 1866 | 1872 | 1876 | 1881 | 1886 | 1891 | 1896 |
| ---- | ---- | ---- | ---- | ---- | ---- | ---- | ---- | ---- |
| 407  | 390  | 393  | 328  | 309  | 324  | 349  | 312  | 306  |

| 1901 | 1906 | 1911 | 1921 | 1926 | 1931 | 1936 | 1946 | 1954 |
| ---- | ---- | ---- | ---- | ---- | ---- | ---- | ---- | ---- |
| 340  | 375  | 335  | 274  | 275  | 291  | 281  | 284  | 271  |

| 1962 | 1968 | 1975 | 1982 | 1990 | 1999 | 2006 | 2007 | 2012 |
| ---- | ---- | ---- | ---- | ---- | ---- | ---- | ---- | ---- |
| 229  | 209  | 211  | 374  | 465  | 474  | 511  | 516  | 572  |

| 2017 | 2022 | - | - | - | - | - | - | - |
| ---- | ---- | - | - | - | - | - | - | - |
| 522  | 518  | - | - | - | - | - | - | - |

### Sports et loisirs
- Club de gymnastique.

### Vie associative

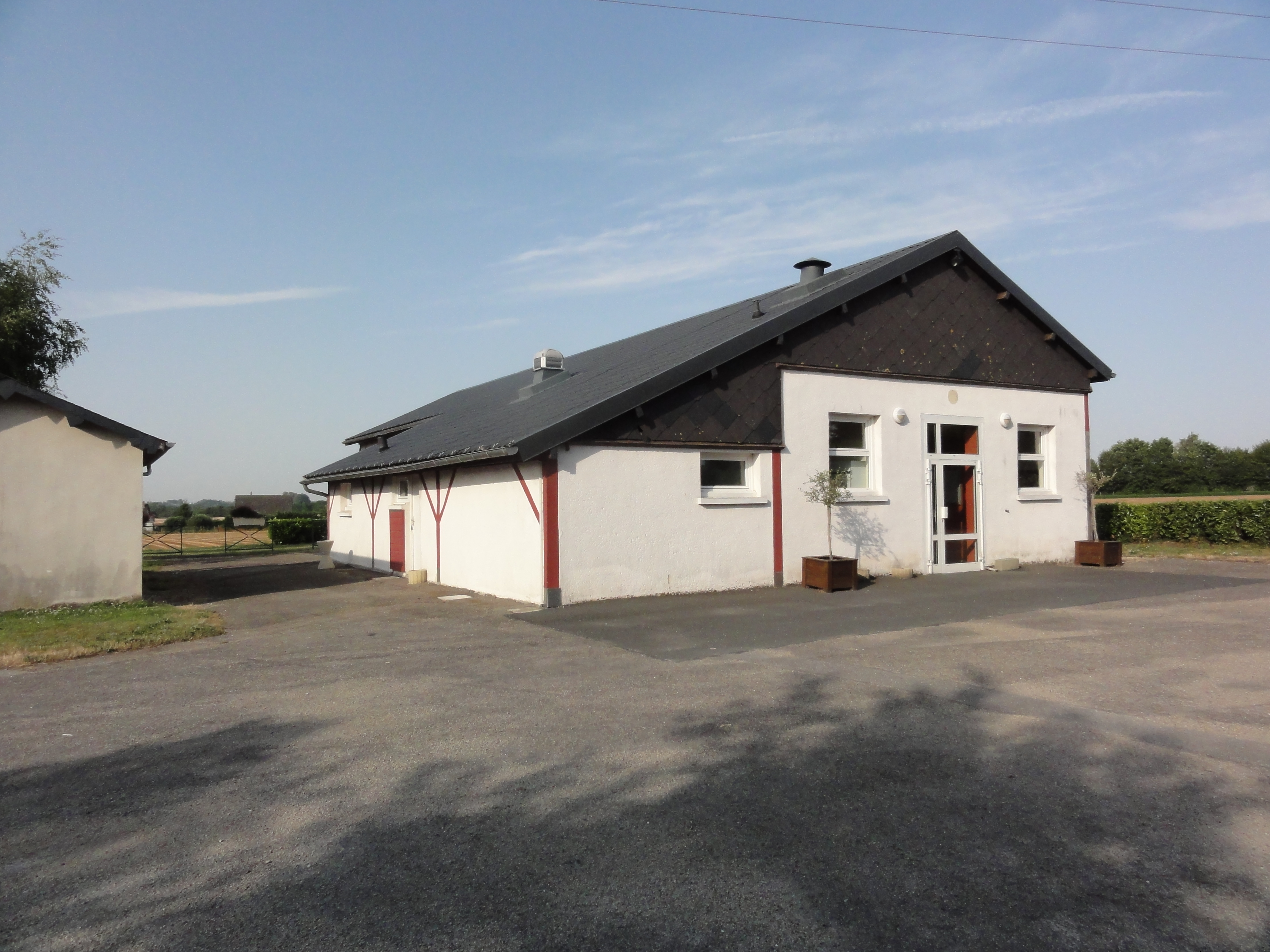
La salle des fêtes.

- Comité des fêtes.
- L’amicale des anciens.

## Culture locale et patrimoine

### Lieux et monuments
La commune compte un monument historique inscrit et un monument répertorié.
- Église Saint-Aubin de Saint-Aubin-de-Crétot, édifiée aux XIIe et XVIe siècles, inscrite par arrêté du 19 juillet 1926[25].
- Château de Saint Aubin-de-Crétot[26],[27], qui a été résidence du maire Roger-Léon Anisson-Duperron.
- Monument aux morts.

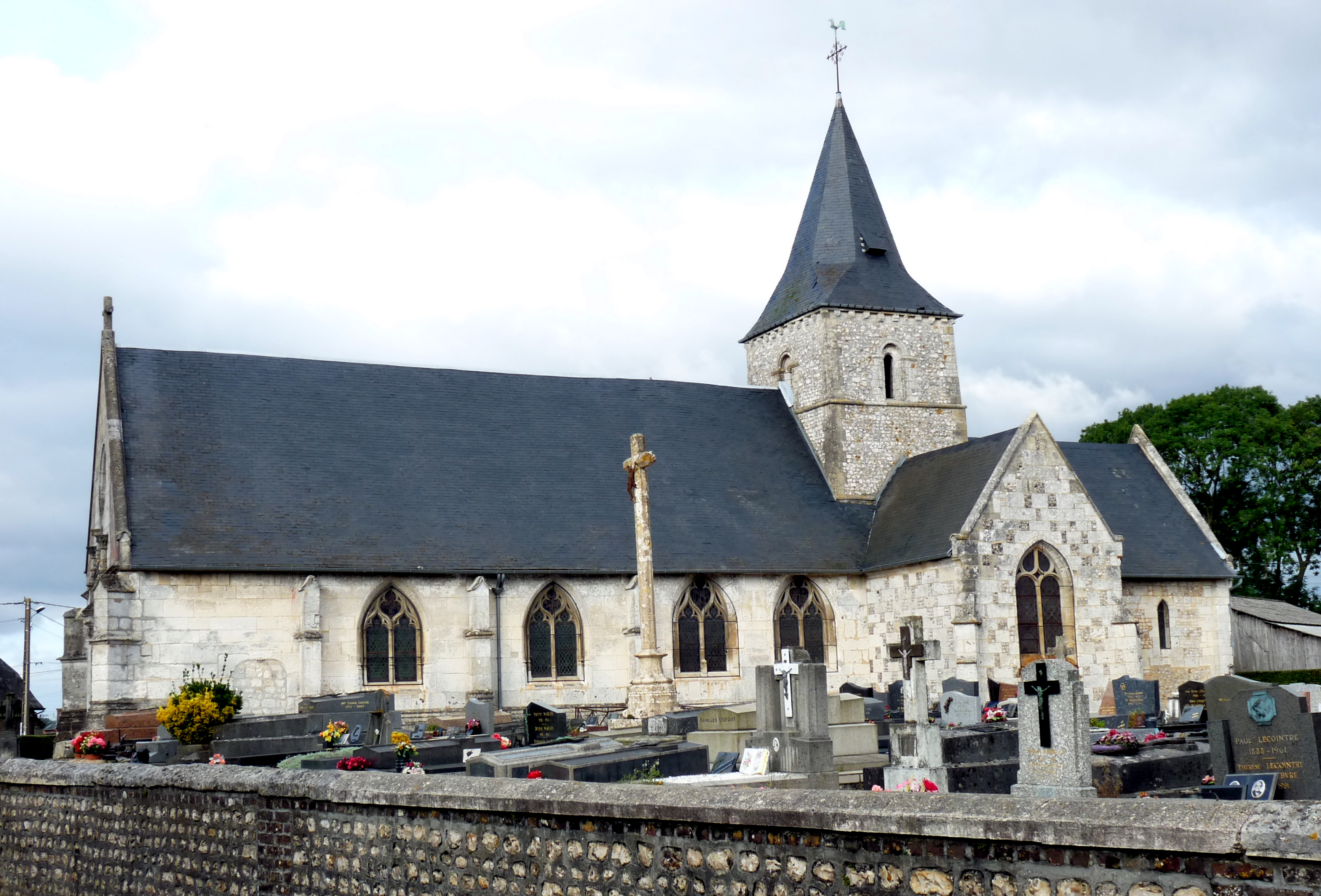
Église Saint-Aubin de Saint-Aubin-de-Crétot.
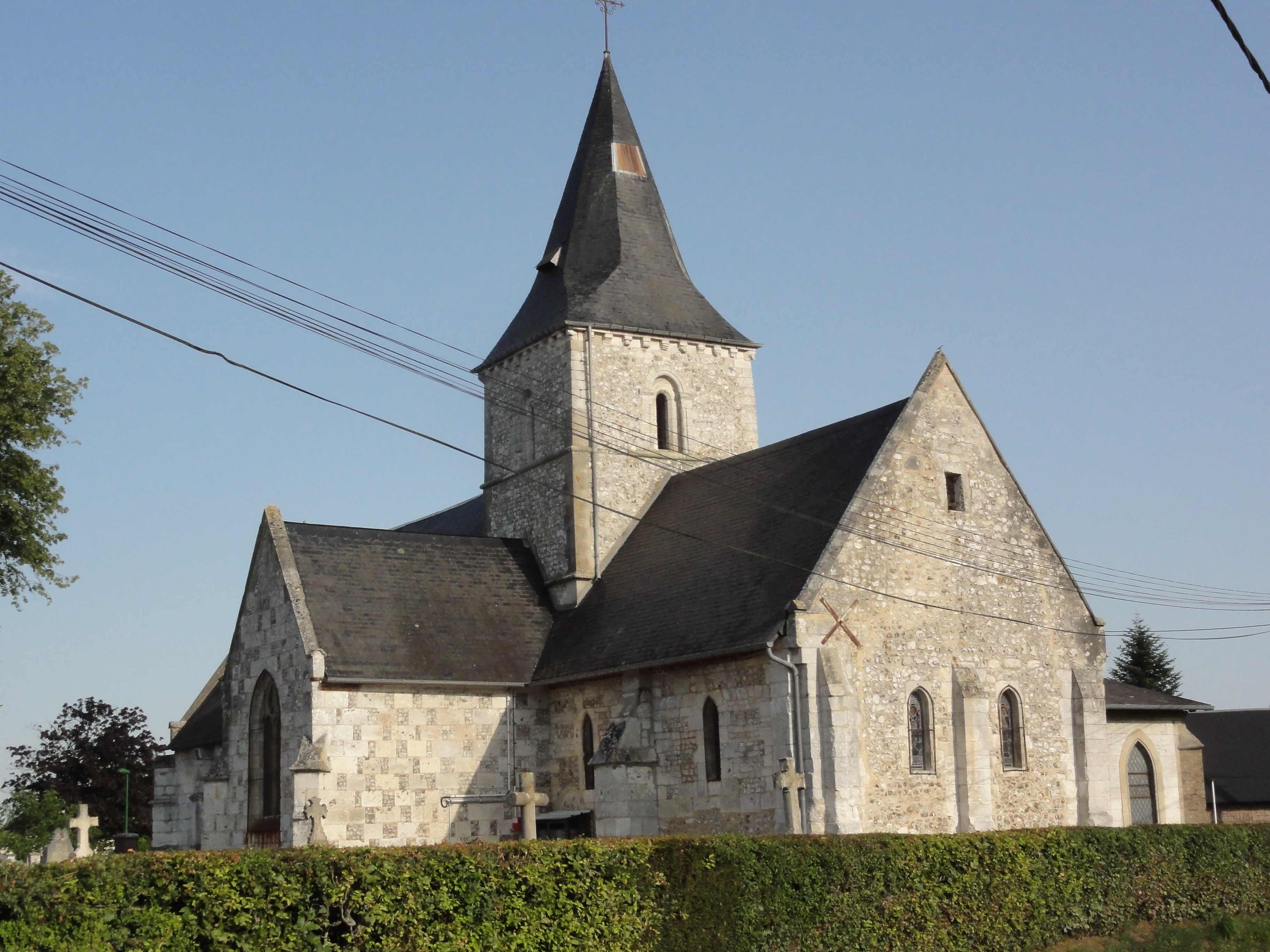
L'église coté chevet.
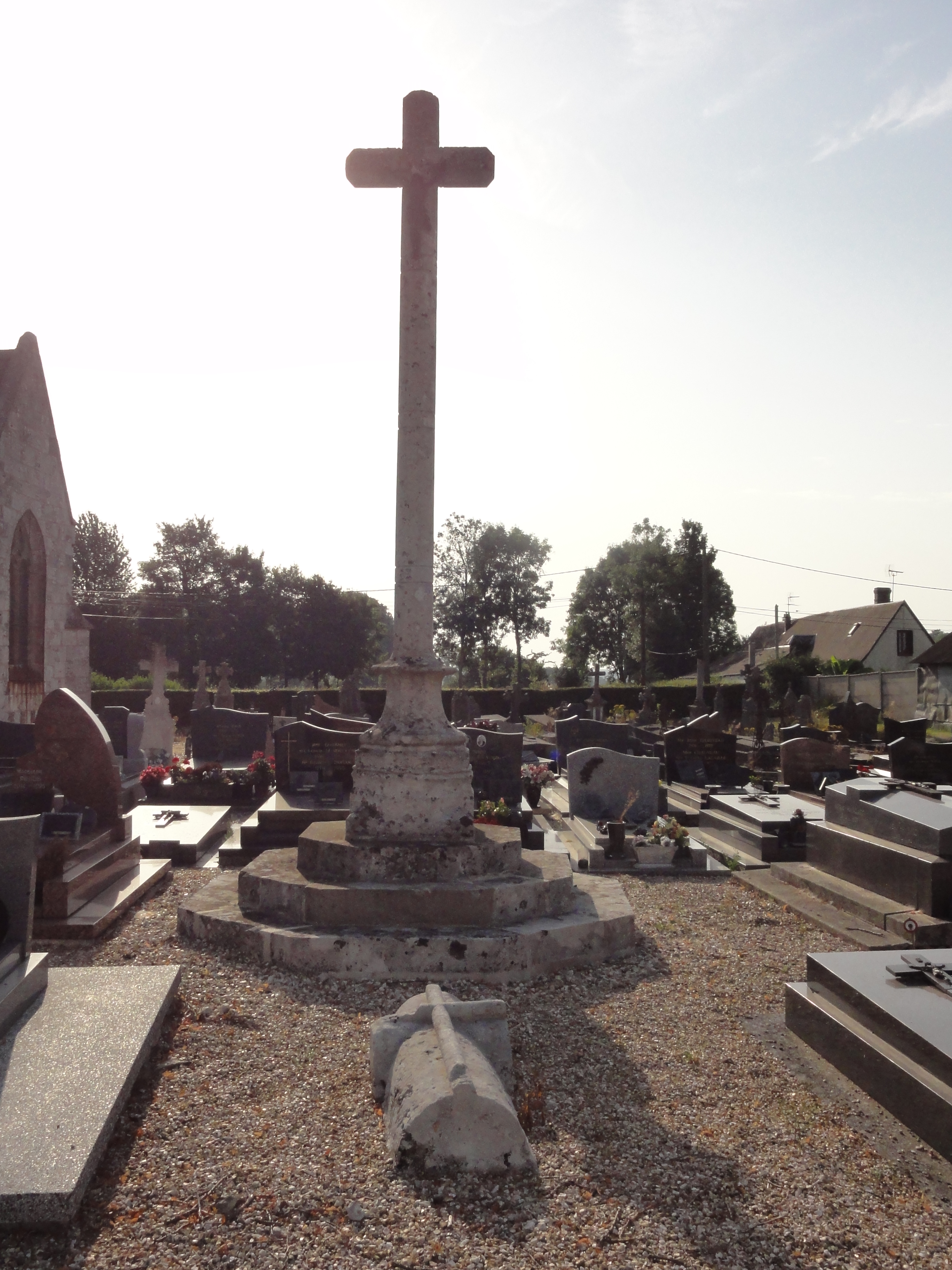
la croix du cimetière.
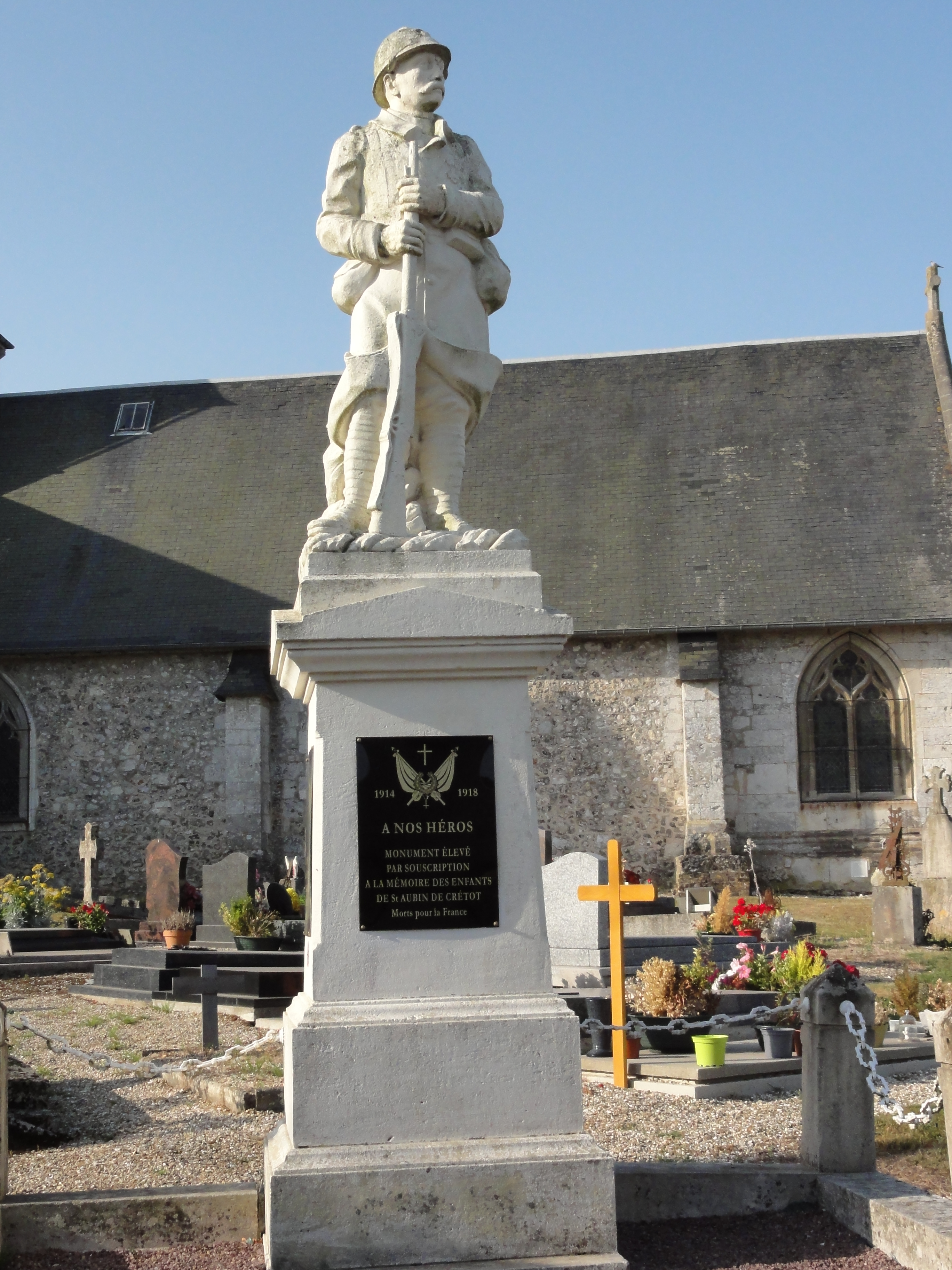
Le monument aux morts.

### Personnalités liées à la commune
- Roger-Léon Anisson-Duperron (1829-1908), maire de Saint-Aubin-de-Crétot, conseiller général et député de la Seine-Maritime.

### Héraldique
| Armes de Saint-Aubin-de-Crétot | Les armes de la commune de Saint-Aubin-de-Crétot se blasonnent ainsi : D’argent au chevron d’azur chargé d’une coquilles d’or, accompagné en chef de deux maillets de gueules et en pointe d’une rose du même. |